# مسجد قره موسى باشا
مسجد قره موسى باشا (باليونانية: Τζαμί Καρά Μουσά Πασά)‏، (بالتركية: Kara Musa Paşa Camii)‏: هو مسجد عثماني تاريخي يقع في مدينة ريثيمنو، على جزيرة كريت، اليونان.

## التاريخ
من المرجح أنه تم تشييده خلال ثمانينيات القرن السابع عشر، أو بعد فتح المدينة مباشرة في 1646، ربما بواسطة الحاكم العثماني لكريت، في موقع دير بندقي مخصص للقديسة بربارة. تاريخ آخر مقترح للتشييد هو 1683. تم الحفاظ عليه اليوم بكامله في حالة جيدة، باستثناء مئذنته التي لم يبق منها إلا القاعدة. تم ترميمه من قبل الخدمة الآثرية اليونانية، ويجري النظر في تحويله إلى متحف عن العمارة العثمانية في كريت.